# Argyrophylax solomonicus
Argyrophylax solomonicus är en tvåvingeart som först beskrevs av Baranov 1938.  Argyrophylax solomonicus ingår i släktet Argyrophylax och familjen parasitflugor. Inga underarter finns listade i Catalogue of Life.